# SheBelieves Cup 2023
La SheBelieves Cup 2023 è stata l'ottava edizione della SheBelieves Cup, torneo a invito riservato a nazionali di calcio femminile, disputata negli Stati Uniti d'America dal 16 al 22 febbraio 2023. Il torneo è stato vinto dagli Stati Uniti per la sesta volta nella sua storia sportiva.
L'edizione ripropone la formula a quattro squadre della precedente, con le nazionali di Giappone, Canada, Brasile e Stati Uniti.

## Formato
Le quattro squadre invitate disputano un solo girone all'italiana, dove vengono concessi tre punti per la vittoria, uno per il pareggio e zero per la sconfitta. In caso di parità di punti, vengono considerati gli scontri diretti, la differenza reti e i gol fatti.

## Stadi
| Orlando                  | Frisco (Dallas-Fort Worth area) | Nashville        |
| ------------------------ | ------------------------------- | ---------------- |
| Exploria Stadium         | Toyota Stadium                  | Geodis Park      |
| Capacità: 25 500         | Capacità: 20 500                | Capacità: 30 000 |
|                          |                                 |                  |
| Orlando Frisco Nashville |                                 |                  |

## Nazionali partecipanti
| Squadra     | FIFA/Coca-Cola Women's World Ranking (9 dicembre 2022). |
| ----------- | ------------------------------------------------------- |
| Stati Uniti | 1                                                       |
| Canada      | 6                                                       |
| Brasile     | 9                                                       |
| Giappone    | 11                                                      |

## Classifica
| Pos. | Squadra     | Pt | G | V | N | P | GF | GS | DR |
| ---- | ----------- | -- | - | - | - | - | -- | -- | -- |
| 1.   | Stati Uniti | 9  | 3 | 3 | 0 | 0 | 5  | 1  | +4 |
| 2.   | Giappone    | 3  | 3 | 1 | 0 | 2 | 3  | 2  | +1 |
| 3.   | Brasile     | 3  | 3 | 1 | 0 | 2 | 2  | 4  | -2 |
| 4.   | Canada      | 3  | 3 | 1 | 0 | 2 | 2  | 5  | -3 |

| Arbitro: | Tori Penso |

|  |           |             |
|  | Marcatori | 72’ Debinha |

| Arbitro: | Katia Garcia |

|                 |           |  |
| Swanson 7’, 34’ | Marcatori |  |

| Arbitro: | Myriam Marcotte |

|             |           |  |
| Swanson 45’ | Marcatori |  |

| Arbitro: | Ekaterina Koroleva |

|  |           |                      |
|  | Marcatori | 31’ Gilles 71’ Viens |

| Arbitro: | Danielle Chesky |

|  |           |                                        |
|  | Marcatori | 26’ Seike 41’ (rig.) Hasegawa 77’ Endō |

| Arbitro: | Marie-Soleil Beaudoin |

|                          |           |             |
| Morgan 45+2’ Swanson 63’ | Marcatori | 90’ Ludmila |

## Statistiche

### Classifica marcatrici
4 reti
- Mallory Swanson

1 rete
- Debinha
- Ludmila da Silva
- Vanessa Gilles
- Evelyne Viens
- Jun Endō
- Yui Hasegawa
- Kiko Seike
- Alex Morgan